# Prva urska dinastija
Prva urska dinastija je bila dinastija vladarjev Ura, Sumerija, ki je vladala v 26. in 25. stoletju pr. n. št. Njihova vladavina spada v zgodnje dinastično obdobje III mezopotamske zgodovine. Pred jo sta vladali Prva kiška dinastija in Prva uruška dinastija.

## Vladanje
Po Seznamu sumerskih kraljev je bil zadnji vladar Prve uruške dinastije Lugal-kitun, katerega je strmoglavil Mesanepada Urski. Lugal-kitunu so sledili štirje vladarji Prve urske dinastije: Mesanepada, Mes-kiagnuna, Elulu in Balulu. Iz napisa na koraldi, najdeni v Mariju, se zdi, da je bil Mes-Anepada sin Mes-kalam-duja, in da je bil Mes-kalam-du ustanovitelj dinastije. V dinastijo je verjetno spadala tudi kraljica Puabi, znana iz njene razkošne grobnice na Kraljevem pokopališču v Uru. Prva urska dinastija je imela močan vpliv na celo Sumerijo in je očitno vodila zvezo južnomezopotamskih držav.

### Narodnost in jezik
Tako kot drugi Sumerci tudi prebivalci Ura niso bili Semiti. Na to ozemlje so morda prišli z vzhoda okoli leta 3300 pr. n. št. in govorili izoliran jezik.
V 3. tisočletju pr. n. št. se je med Sumerci in vzhodnosemitskimi Akadci razvilo tesno kulturno sožitje, ki je povzročila splošno dvojezičnost. Vzajemni vpliv sumerskega in akadskega jezika je očiten na vseh področjih, od množičnega leksičnega izposojanja do skladenjske, morfološke in fonološke konvergence.
Sumerijo so okoli leta 2270  pr. n. št. (kratka kronologija) osvojili semitsko govoreči kralji Akadskega cesarstva. Sumerski jezik se je obdržal kot jezik v bogoslužju. Približno stoletje kasneje (2100-2000 pr. n. št.)  so na oblast ponovno prišli Sumerci Tretje urske dinastije. V kraljestvu je kljub temu ostal v rabi tudi akadski jezik.

### Mednarodna trgovina
Predmeti, najdeni v kraljevih grobnicah dinastije, kažejo, da je bila v tem obdobju zelo dejavna mednarodna trgovina, saj je veliko gradiv prihajalo iz tujih dežel: karneol verjetno iz doline Inda in Irana, lapis lazuli iz afganistanske pokrajine Badahšan, srebro iz Anatolije, baker iz Omana in zlato iz Egipta, Nubije, Anatolije ali Irana. Koralde iz karneola iz doline Inda, najdene v grobnicah v Uru iz obdobja 2600–2450, dokazujejo trgovske stike Mezopotamije z dolino Inda. Belo jedkane koralde iz karneola so izdelane po postopku, ki do ga razvili v Harapi v sedanjem Pakistanu. Vsa gradiva so se obdelovala v delavnicah v Uru.
Prva urska dinastija je bila izjemno bogata, kar dokazujejo tudi razkošne grobnice. Bogastvo je bilo verjetno posledica dejstva, da je bil Ur zaradi svojega strateškega položaja glavno pristanišče za trgovanje z Indijo in trgovsko središče za trgovanje z velikimi količinami zlata, karneola in lapisa lazuli. Za primerjavo, pokopi kraljev Kiša so bili veliko manj razkošni. Dovršene sumerske trgovske ladje so morda plule vse do Meluhhe v porečju Inda.
- Zlati predmeti iz grobnice PG 580, Kraljevo pokopališče v Uru
- Belo jedkane koralde iz karneola so bile verjetno iz doline Inda[13]
- Lapis lazuli je bil verjetno uvožen iz Afganistana

### Propad
Po Seznamu sumerskih kraljev je Prvo ursko dinastijo porazili Elamiti in oblast je prešla na elamsko Avansko dinastijo. V celi regiji je zatem zavladal sumerski kralj Eanatum Lagaški (vladal okoli 2500-2400 pr. n. št.) in ustanovil eno od prvih zanesljivo dokazanih cesarstev v zgodovini.
Moč Ura je ponovno oživela nekaj stoletij kasneje s prihodom Tretje urske dinastije in kratko sumersko renesanso.

## Seznam vladarjev
| Vladar                                                                             | Slika              | Epiteta               | Dolžina vladanja | Približni datumi              | Omembe                                                           |
| ---------------------------------------------------------------------------------- | ------------------ | --------------------- | ---------------- | ----------------------------- | ---------------------------------------------------------------- |
| (A-Imdugud)                                                                        |                    |                       | ?                | okoli 26. stoletja pr. n. št. | Grobni napisi na Kraljevem pokopališču v Uru                     |
| (Ur-Pabilsag)                                                                      |                    |                       | ?                | okoli 26. stoletja pr. n. št. | Grobni napisi na Kraljevem pokopališču v Uru                     |
| (Meskalamdug) (kraljica Puabi)                                                     |                    |                       | ?                | okoli 26. stoletja pr. n. št. | Dinastične koralde, grobni napisi na Kraljevem pokopališču v Uru |
| (Akalamdug)                                                                        |                    |                       | ?                | okoli 26. stoletja pr. n. št. | Dinastične koralde, grobni napisi na Kraljevem pokopališču v Uru |
| Mesanepada                                                                         |                    |                       | 80 let           | okoli 26. stoletja pr. n. št. | Seznam sumerskih kraljev, Tummalska kronika                      |
| Aanepada                                                                           |                    | "sin of Meš-Ane-pade" | ?                | okoli 26. stoletja pr. n. št. | Posvetilne tablice z napisi                                      |
| Meš-ki-ang-Nana                                                                    | Sumerian King List | "sin of Meš-Ane-pade" | 36 let           |                               | Seznam sumerskih ktaljev, Tummalska kronika                      |
| Elulu                                                                              | Sumerian King List |                       | 25 let           |                               | Seznam sumerskih ktaljev                                         |
| Balulu                                                                             | Sumerian King List |                       | 36 let           |                               | Seznam sumerskih ktaljev                                         |
| "Potem je bil Urim (Ur) poražen in oblast je prešla na elamsko Avansko dinastijo." |                    |                       |                  |                               |                                                                  |

### Seznam sumerskih kraljev
Na Seznamu sumerskih kraljev so omenjeni samo zadnji štirje kralji Prve urske dinastije od Mesanepade do Baluluja in verjetno še štirje neimenovani kralji.
"Uruk je bil dotolčen z orožjem in kraljestvo je osvojil Ur. V Uru je kot kralj 80 let vladal Mesanepada. Meš-ki-ang-Nana, sin Mesanepade, je bil kralj, vladal je 36 let; Elulu je vladal 25 let,  Balulu je vladal 36 let; 4 kralji [so vladali] 171 let (?). Ur je bil z orožjem razbit; kraljevstvo je bilo odpeljano v Avan."
— Seznam sumerskih kraljev, 137-147

## Najdbe
Na Kraljevem pokopališču v Uru je bilo pokopanih več vladarjev Prve urske dinastije. Njihove grobnice so bile izredno razkošne in so dokazovale bogastvo njihovega kraljestva. Med najbolj  razkošne je spadala grobnica kraljice Puabi.
- Zlato bodalo s pozlačenim ročajem, Ur, izkopavanja leta 1900
- Rekonstruirano sumersko pokrivalo, najdeno v Puabini grobnici, Britanski muzej
- Lira kraljice Puabi, ena od lir, najdenih na urskem pokopališču
- Bikova glava s kraljičine lire, Britanski muzej
- Oven v goščavi
- Plošča z antropomorfnimi živalmi iz biserovine, izdelana okoli  2600 pr. n. št.

- Valjasti pečat kraljice Puabi, najden v njeni grobnici; napis se glasi: 𒅤𒀀𒉿 𒊩𒌆,  "Pu-A-Bi-Nin", "Kraljica Puabi";[18][19][20] zadnje beseda "𒊩𒌆" bi se lahko izgovorila tudi Nin - "gospa" ali Eresh - "kraljica"[21]
- Prapor Ura